# Namibische Leichtathletik-Meisterschaften 2023
Die Namibischen Leichtathletikmeisterschaften 2023 (englisch Namibia National Track & Field Championships 2023) fanden am 14. und 15. April 2023 im Independence Stadium in der namibischen Hauptstadt Windhoek statt. Sie wurden vom Dachverband Athletics Namibia organisiert.
Die Wettbewerbe für Straßenläufe und Crosslauf werden separat ausgetragen und sind nicht Teil der Leichtathletikmeisterschaften.

## Medaillengewinner

### Männer
| Disziplin          | Gold                    | Leistung       | Silber                  | Leistung      | Bronze                | Leistung      |
| ------------------ | ----------------------- | -------------- | ----------------------- | ------------- | --------------------- | ------------- |
| 100 m (Wind: −1,7) | Gilbert Hainuca         | 10,47 s        | Hatago Murere           | 10,64 s       | Elvis Gaseb           | 10,68 s       |
| 200 m (Wind: −0,1) | Hatago Murere           | 20,74 s        | Gilbert Hainuca         | 20,91 s       | Elvis Gaseb           | 21,11 s       |
| 400 m              | Andre Retief            | 47,46 s        | Elton Hoeseb            | 48,33 s       | Ezra Nakale           | 48,84 s       |
| 800 m              | Vaino Ashuulu           | 1:56,31 min    | Thomas Shighwedha       | 1:56,44 min   | Joseph Nakale         | 1:57,15 min   |
| 1500 m             | Thomas Shighwedha       | 3:57,27 min    | Wilhem Hangula          | 3:59,58 min   | Teofelus Lisias       | 4:03,74 min   |
| 5000 m             | Kefas Kondjashili       | 15:00,84 min   | Matias Simon            | 15:18,17 min  | Simon Nakale          | 15:37,37 min  |
| 10.000 m           | Kefas Kondjashili       | 30:50,02 min   | –                       | –             | –                     | –             |
| 400 m Hürden       | Andre Retief            | 52,95 s        | Benevilde Tangeniomwene | 55,72 s       | Tangeni Shikongo      | 58,45 s       |
| 4 × 100 m Staffel  | Khomas                  | 41,25 s        | –                       | –             | –                     | –             |
| 4 × 400 m Staffel  | Khomas B                | 3:15,50 min    | Khomas                  | 3:18,09 min   | Erongo                | 3:19,41 min   |
| Hochsprung         | Karsten Diergaardt      | 2,00 m         | Josia Hausiku           | 2,0 m         | Benjamin Hendrikse    | 1,90 m        |
| Weitsprung         | Chenoult Lionel Coetzee | 8,27 m (+0,7)  | Don Andreas             | 6,75 m (+0,2) | Ajay Bock             | 6,73 m (+3,1) |
| Dreisprung         | Don Andreas             | 14,11 m (+0,3) | –                       | –             | –                     | –             |
| Kugelstoßen        | Leeorr-el Breytenbach   | 15,22 m        | –                       | –             | –                     | –             |
| Diskuswurf         | Ryan Williams           | 57,60 m        | Leeorr-el Breytenbach   | 47,40 m       | –                     | –             |
| Speerwurf          | Jasper Engelbrecht      | 60,31 m        | Dirk Theunissen         | 52,67 m       | Leeorr-el Breytenbach | 47,08 m       |

### Frauen
| Disziplin                 | Gold                     | Leistung      | Silber                   | Leistung      | Bronze              | Leistung     |
| ------------------------- | ------------------------ | ------------- | ------------------------ | ------------- | ------------------- | ------------ |
| 100 m (Wind: 0,0)         | Ndawana Haitembu         | 11,5 s        | Jade Nangula             | 11,9 s        | Johanna Ludgerus    | 12,3 s       |
| 200 m (Wind: +2,6)        | Jade Nangula             | 24,36 s       | Nandi Vass               | 25,16 s       | Marry-Angel Khachas | 25,36 s      |
| 400 m                     | Mudi-Inosensia Haingura  | 57,50 s       | Marry-Angel Khachas      | 58,16 s       | Nandi Vass          | 58,80 s      |
| 800 m                     | Nyanyukweni Frans        | 2:28,36 min   | Linea Iita               | 2:28,98 min   | Saara Shikongo      | 2:29,09 min  |
| 1500 m                    | Saara Shikongo           | 4:41,00 min   | Nyanyukweni Frans        | 4:48,33 min   | Linea Iita          | 4:52,38 min  |
| 5000 m                    | Beata Ngilifilwa         | 18:19,80 min  | Elizabeth Kalola         | 18:21,98 min  | Beata Jeremia       | 18:38,93 min |
| 10.000 m                  | Elizabeth Kalola         | 39:02,30 min  | Tresia Kakede            | 41:10,25 min  | Saara Martin        | 43:07,62 min |
| 100 m Hürden (Wind: +1,4) | Chrislene Klein-Nienaber | 15,33 s       | –                        | –             | –                   | –            |
| 400 m Hürden              | Christine Mukumbi        | 1:09,22 min   | Kazatjo Kambiri          | 1:10,90 min   | –                   | –            |
| 4 × 100 m Staffel         | Khomas                   | 47,09 s       | –                        | –             | –                   | –            |
| Hochsprung                | Chrislene Klein-Nienaber | 1,73 m        | Adara van Pittius        | 1,60 m        | –                   | –            |
| Weitsprung                | Ze-zane Lewin            | 5,08 m (+1,2) | Chrislene Klein-Nienaber | 5,06 m (+4,7) | –                   | –            |
| Dreisprung                | Ze-zane Lewin            | NR            | –                        | –             | –                   | –            |
| Kugelstoßen               | Tuane Silver             | 14,53 m       | –                        | –             | –                   | –            |
| Diskuswurf                | Karlien Botha            | 43,59 m       | Tuane Silver             | 43,36 m       | Marike Weitz        | 40,10 m      |